# Ендрю Богут
Ендрю Майкл Богут (англ. Andrew Michael Bogut, нар. 28 листопада 1984, Мельбурн, Австралія) — австралійський професіональний баскетболіст хорватського походження, виступав на позиції центрового за декілька команд НБА. Чемпіон НБА. Гравець національної збірної Австралії, у складі якої був учасником Олімпійських ігор.

## Ігрова кар'єра

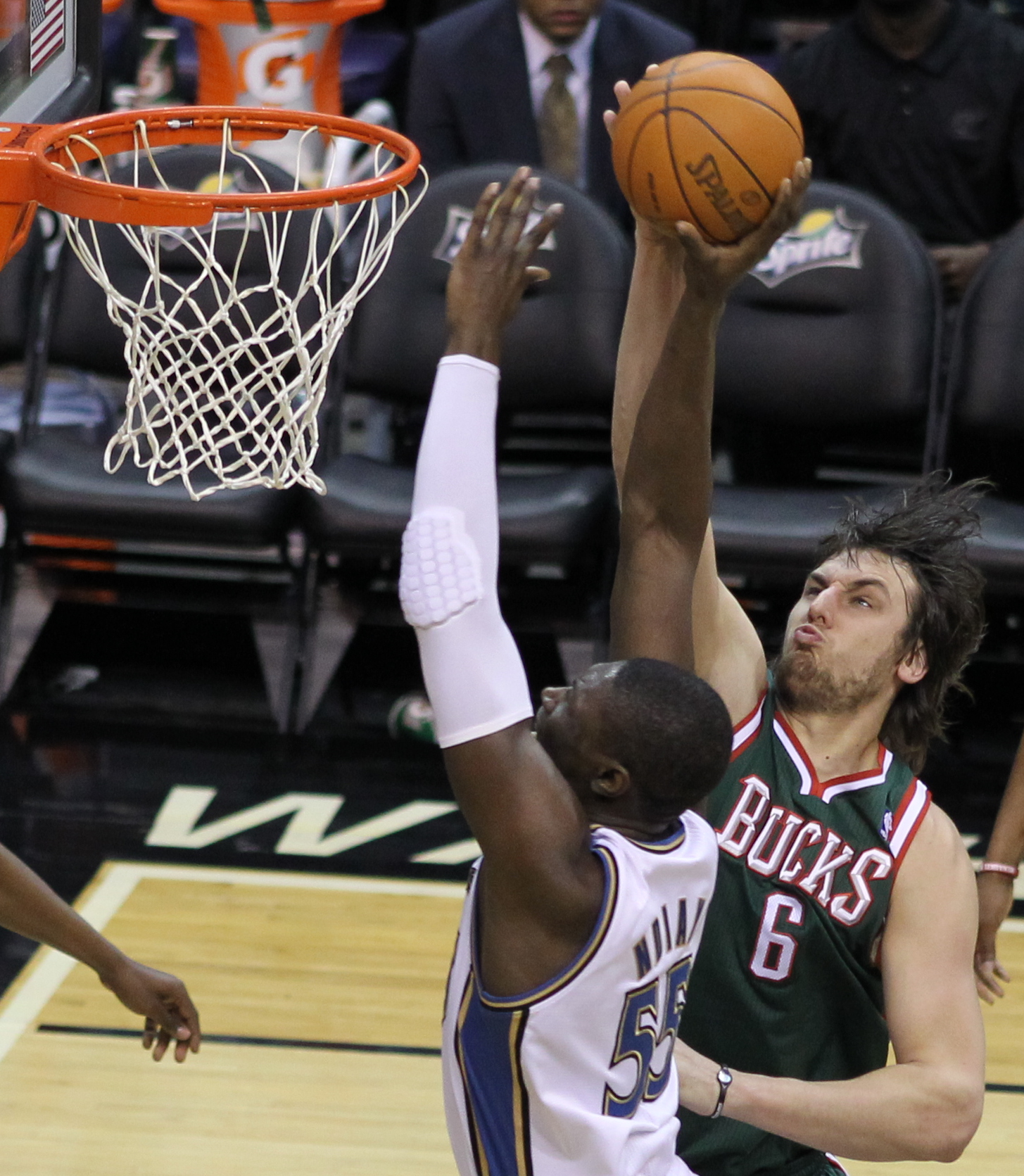
Богут блокує кидок Хамаді Н'Діає з «Вашингтон Візардс», 2011

На університетському рівні грав за команду Юта (2003–2005). 2005 року був визнаний найкращим баскетболістом конференції та NCAA.
2005 року був обраний у першому раунді драфту НБА під загальним 1-м номером командою «Мілвокі Бакс», ставши першим австралійцем, якого обрали під першим номером на драфті. За підсумками дебютного сезону посів третє місце у голосуванні за Новачка року НБА.
У сезоні 2007-2008 набирав рекордні для себе 14,3 очка та 9,8 підбирання за гру. У грудні 2007 року набрав 29 очок у матчі проти «Фінікс Санс», що стало його найкращим показником у кар'єрі.
З 2012 по 2016 рік грав у складі «Голден-Стейт Ворріорс», куди разом з Стівеном Джексоном був обміняний на Монту Елліса, Епе Юдо та Кваме Брауна. 2 травня 2013 року у матчі проти «Торонто Репторс» набрав 14 очок та зібрав рекордне для себе 21 підбирання. Він також став першим гравцем франшизи, який зробив більше 20 підбирань у плей-оф з часу, коли Ларрі Сміт набрав 23 підбирання 1987 року.
7 квітня 2015 року у матчі проти «Нью-Орлінс Пеліканс» зробив 9 блок-шотів, щось стало для нього найкращим показником у цьому компоненті. Того ж року став чемпіоном НБА у складі «Голден-Стейт». Наступного року з командою знову пробився до плей-оф, проте «Ворріорс» програли «Клівленду».
2016 року перейшов до «Даллас Маверікс», у складі якої провів наступний сезон своєї кар'єри.
Наступною командою в кар'єрі гравця була «Клівленд Кавальєрс», куди він перебрався 2 березня 2017 року. У першому ж матчі травмувався, а 13 березня був відрахований з команди.
19 вересня 2017 року став гравцем «Лос-Анджелес Лейкерс». 6 січня 2018 року був відрахований зі складу команди, а у березні оголосив, що не повернеться до НБА.
24 квітня 2018 року підписав двохрічний контракт з клубом «Сідней Кінгс». За підсумками сезону 2018-2019 був визнаний найціннішим гравцем та найкращим захисним гравцем Національної баскетбольної ліги Австралії. 6 березня 2019 року після завершення сезону в Австралії, підписав контракт з «Голден-Стейт Ворріорс», де провів залишок сезону, після чого повернувся назад на батьківщину.
1 грудня 2020 року після кількох травм за рік оголосив про завершення своєї спортивної кар'єри.

## Виступи за збірну
У складі збірної Австралії був учасником Олімпійських ігор 2004, 2008 та 2016. На Іграх у Ріо-де-Жанейро зайняв з командою четверте місце. Також представляв Австралію на чемпіонаті світу 2006 та 2015.

## Статистика виступів в НБА
| † | Позначає сезон, в якому Ендрю Богут ставав чемпіоном НБА |
| * | Лідер ліги                                               |

### Регулярний сезон
| Сезон             | Команда                 | GP  | GS  | MPG  | FG%  | 3P%   | FT%   | RPG  | APG | SPG | BPG  | PPG  |
| ----------------- | ----------------------- | --- | --- | ---- | ---- | ----- | ----- | ---- | --- | --- | ---- | ---- |
| 2005–06           | «Мілвокі Бакс»          | 82  | 77  | 28.6 | .533 | .000  | .629  | 7.0  | 2.3 | .6  | .8   | 9.4  |
| 2006–07           | «Мілвокі Бакс»          | 66  | 66  | 34.2 | .553 | .200  | .577  | 8.8  | 3.0 | .7  | .5   | 12.3 |
| 2007–08           | «Мілвокі Бакс»          | 78  | 78  | 34.9 | .511 | .000  | .587  | 9.8  | 2.6 | .8  | 1.7  | 14.3 |
| 2008–09           | «Мілвокі Бакс»          | 36  | 33  | 31.2 | .577 | .000  | .571  | 10.3 | 2.0 | .6  | 1.0  | 11.7 |
| 2009–10           | «Мілвокі Бакс»          | 69  | 69  | 32.3 | .520 | .000  | .629  | 10.2 | 1.8 | .6  | 2.5  | 15.9 |
| 2010–11           | «Мілвокі Бакс»          | 65  | 65  | 35.3 | .495 | .000  | .442  | 11.1 | 2.0 | .7  | 2.6* | 12.8 |
| 2011–12           | «Мілвокі Бакс»          | 12  | 12  | 30.3 | .449 | .000  | .609  | 8.3  | 2.6 | 1.0 | 2.0  | 11.3 |
| 2012–13           | «Голден-Стейт Ворріорс» | 32  | 32  | 24.6 | .451 | 1.000 | .500  | 7.7  | 2.1 | .6  | 1.7  | 5.8  |
| 2013–14           | «Голден-Стейт Ворріорс» | 67  | 67  | 26.4 | .627 | .000  | .344  | 10.0 | 1.7 | .7  | 1.8  | 7.3  |
| 2014–15†          | «Голден-Стейт Ворріорс» | 67  | 65  | 23.6 | .563 | .000  | .524  | 8.1  | 2.7 | .6  | 1.7  | 6.3  |
| 2015–16           | «Голден-Стейт Ворріорс» | 70  | 66  | 20.7 | .627 | 1.000 | .480  | 7.0  | 2.3 | .5  | 1.6  | 5.4  |
| 2016–17           | «Даллас Маверікс»       | 26  | 21  | 22.4 | .469 | .000  | .273  | 8.3  | 1.9 | .5  | 1.0  | 3.0  |
| 2016–17           | «Клівленд Кавальєрс»    | 1   | 0   | 1.0  | .000 | .000  | .000  | .0   | .0  | .0  | .0   | .0   |
| 2017–18           | «Лос-Анджелес Лейкерс»  | 24  | 5   | 9.0  | .680 | .000  | 1.000 | 3.3  | .6  | .2  | .5   | 1.5  |
| 2018–19           | «Голден-Стейт Ворріорс» | 11  | 5   | 12.2 | .500 | -     | 1.000 | 5.0  | 1.0 | .3  | .7   | 3.5  |
| Усього за кар'єру | Усього за кар'єру       | 706 | 661 | 28.1 | .535 | .120  | .557  | 8.7  | 2.2 | .6  | 1.5  | 9.6  |

### Плей-оф
| Сезон             | Команда                 | GP | GS | MPG  | FG%  | 3P%  | FT%  | RPG  | APG | SPG | BPG | PPG |
| ----------------- | ----------------------- | -- | -- | ---- | ---- | ---- | ---- | ---- | --- | --- | --- | --- |
| 2006              | «Мілвокі Бакс»          | 5  | 5  | 34.4 | .435 | .000 | .375 | 6.2  | 3.4 | .6  | .0  | 8.6 |
| 2013              | «Голден-Стейт Ворріорс» | 12 | 12 | 27.3 | .582 | .000 | .348 | 10.9 | 1.8 | .5  | 1.5 | 7.2 |
| 2015†             | «Голден-Стейт Ворріорс» | 19 | 18 | 23.2 | .560 | .000 | .385 | 8.1  | 1.9 | .6  | 1.8 | 4.7 |
| 2016              | «Голден-Стейт Ворріорс» | 22 | 22 | 16.6 | .623 | .000 | .357 | 5.7  | 1.4 | .6  | 1.6 | 4.6 |
| 2019              | «Голден-Стейт Ворріорс» | 19 | 6  | 9.4  | .649 | .000 | .800 | 3.9  | 1.1 | .3  | .3  | 2.7 |
| Усього за кар'єру | Усього за кар'єру       | 77 | 63 | 19.3 | .573 | .000 | .397 | 6.7  | 1.6 | .5  | 1.2 | 4.8 |